# 尼古拉·约维奇
尼古拉·约维奇（塞爾維亞語： / ，2003年6月9日—），塞尔维亚男子篮球运动员，场上位置是前锋，2023年国际篮联篮球世界杯银牌得主、2024年夏季奥林匹克运动会男子铜牌得主。